# Helina platycephala
Helina platycephala este o specie de muște din genul Helina, familia Muscidae, descrisă de Feng în anul 2000.
Este endemică în Sichuan. Conform Catalogue of Life specia Helina platycephala nu are subspecii cunoscute.